# Малотарановка
Малотарановка — посёлок в Донецкой области Украины. Административно подчиняется Краматорскому городскому совету.
Телефонный код: 06264. Почтовый индекс: 84396.

## Географическое положение
Посёлок расположен в 7 км к югу от станции Краматорск на восток от Донецкой железной дороги на левом берегу Казённого Торца.

## Происхождение названия
От основателя села — помещика Таранова. Неофициальные названия посёлка — Комышевашка, Одностебловка. Неподалёку от Малотарановки река Комышевашка впадает в реку Казённый Торец. Также оно прямо указывало на месторасположение хутора, на его близость к устью одноимённой речки, которая протекала рядом и впадала в Казённый Торец.

## История
Первое письменное упоминание о Малотарановке датируется концом 1850-х — началом 1860-х годов и находится в описи генерального и специального межевания Изюмского уезда Харьковской губернии.
4 октября 1933 — в связи с утратой сельскохозяйственного статуса и превращением в пригород Краматорского постановлением ВУЦИК село преобразовано в посёлок.
Занята немецкими войсками 24 октября 1941.
Освобождена в сентябре 1943.
В 1951 открыт остановочный пункт.
30 июня 1999 года Красноторский поселковый совет утвердил символику Малотарановки, автором стал художник-дизайнер Александр Дехтярев. 
Герб Малоторановки представляет собой щит французской формы голубого цвета, что должно символизировать реку Торец, на берегу которой расположен поселок. Скрещенные мечи говорят о том, что поселок основан военными. В центре щита изображен символ урожая и достатка – сноп. Под щитом указана дата основания поселка – 1850 год. Флаг представляет собой голубой прямоугольник в левом части которого находятся две вертикальные полосы малинового и желтого цвета, которые символизируют казачество и хлебное поле.

## Динамика численности населения
| 1864 | 1970 | 1979 | 1989 | 1992 | 1999 | 2001 | 2014 |
| ---- | ---- | ---- | ---- | ---- | ---- | ---- | ---- |
| 107  | 4581 | 4511 | 3907 | 3800 | 3700 | 3893 | 3709 |

## Экономика
Филиал «Им. Орджоникидзе» агрофирмы «Шахтер»

## Объекты социальной сферы
Полный комплекс объектов.

## Достопримечательности
- братская могила советских воинов.